# ری الیسون
ری الیسون (انگلیسی: Ray Ellison؛ زادهٔ ۳۱ دسامبر ۱۹۵۰) بازیکن فوتبال اهل بریتانیا است.
از باشگاه‌هایی که در آن بازی کرده‌است می‌توان به باشگاه فوتبال نیوکاسل یونایتد اشاره کرد.